# Ambystoma granulosum
Espèce
Statut de conservation UICN

 EN  : En danger
Ambystoma granulosum est une espèce d'urodèles de la famille des Ambystomatidae.

## Répartition
Cette espèce est endémique du centre de l'État de Mexico au Mexique. Elle se rencontre au Nord-Ouest de Toluca vers 3 000 m d'altitude.

## Publication originale
- Taylor, 1944 : A new ambystomid salamander from the Plateau Region of Mexico. University of Kansas Science Bulletin, vol. 30, no 5, p. 57-61 (texte intégral).